# Državna rokometna liga
Die 1. A državna moška rokometna liga (deutsch: 1. Männer-Handball-Bundesliga) bzw. seit 2017 nach dem Namenssponsor Liga NLB ist die höchste Spielklasse im slowenischen Männer-Handball. Veranstalter des seit 1991 ausgetragenen Wettbewerbs ist der slowenische Handballverband Rokometna zveza Slovenije.

## Modus
In der Hauptrunde spielen die zwölf Mannschaften in Hin- und Rückrunde jeder gegen jeden die Platzierungen aus. Die ersten sechs erreichen die Meisterrunde, die untersten sechs die Abstiegsrunde. Dabei werden die Punkte aus der Hauptrunde mitgenommen. Anschließend spielt innerhalb jeder Gruppe erneut jeder gegen jeden in Heim- und Auswärtsspiel. Die schlechteste Mannschaft der Abstiegsrunde steigt ab. Der Sieger der Meisterrunde wird slowenischer Meister und qualifiziert sich wie die zweit- und drittplatzierte Mannschaft für die EHF European League, darf sich aber bei der EHF um eine Wildcard für die EHF Champions League bewerben.

## Teilnehmer 2022/23
- RK Celje Pivovarna Laško
- RK Sviš Ivančna Gorica
- RK Maribor Branik
- RD Riko Ribnica
- RK Jeruzalem Ormož
- MRK Krka
- RD Koper 2013
- RK Dobova
- RK Trimo Trebnje
- RK Urbanscape Loka
- RK Gorenje Velenje
- RK Krško
- RK LL Grosist Slovan
- RK Slovenj Gradec

## Bisherige Meister
| Anzahl | Verein             | Jahre |
| ------ | ------------------ | --- |
| 26     | RK Celje           | 1992, 1993, 1994, 1995, 1996, 1997, 1998, 1999, 2000, 2001, 2003, 2004, 2005, 2006, 2007, 2008, 2010, 2014, 2015, 2016, 2017, 2018, 2019, 2020, 2022, 2023 |
| 05     | RK Velenje         | 2009, 2012, 2013, 2021, 2024 |
| 01     | Prule 67 Ljubljana | 2002 |
| 01     | RK Koper           | 2011 |
| 01     | RD Slovan          | 2025 |